# Coupe du monde de saut d'obstacles 1981-1982
Navigation
Édition précédente Édition suivante
La coupe du monde de saut d'obstacles 1981-1982 est la 4e édition de la coupe du monde de saut d'obstacles organisée par la FEI. La finale se déroule à Göteborg (Suède), en avril 1982.

## Classement après la finale
| Pos. | Cavalier          | Nationalité          | Cheval     |
| ---- | ----------------- | -------------------- | ---------- |
| 1    | Melanie Smith     | États-Unis           | Calypso    |
| 2    | Paul Schockemöhle | Allemagne de l'Ouest | Akrobat    |
| 3    | Hugo Simon        | Autriche             | Gladstone  |
| 3    | John Whitaker     | Royaume-Uni          | Ryan's Son |